# Michael Schweizer (Radsportler, 1983)

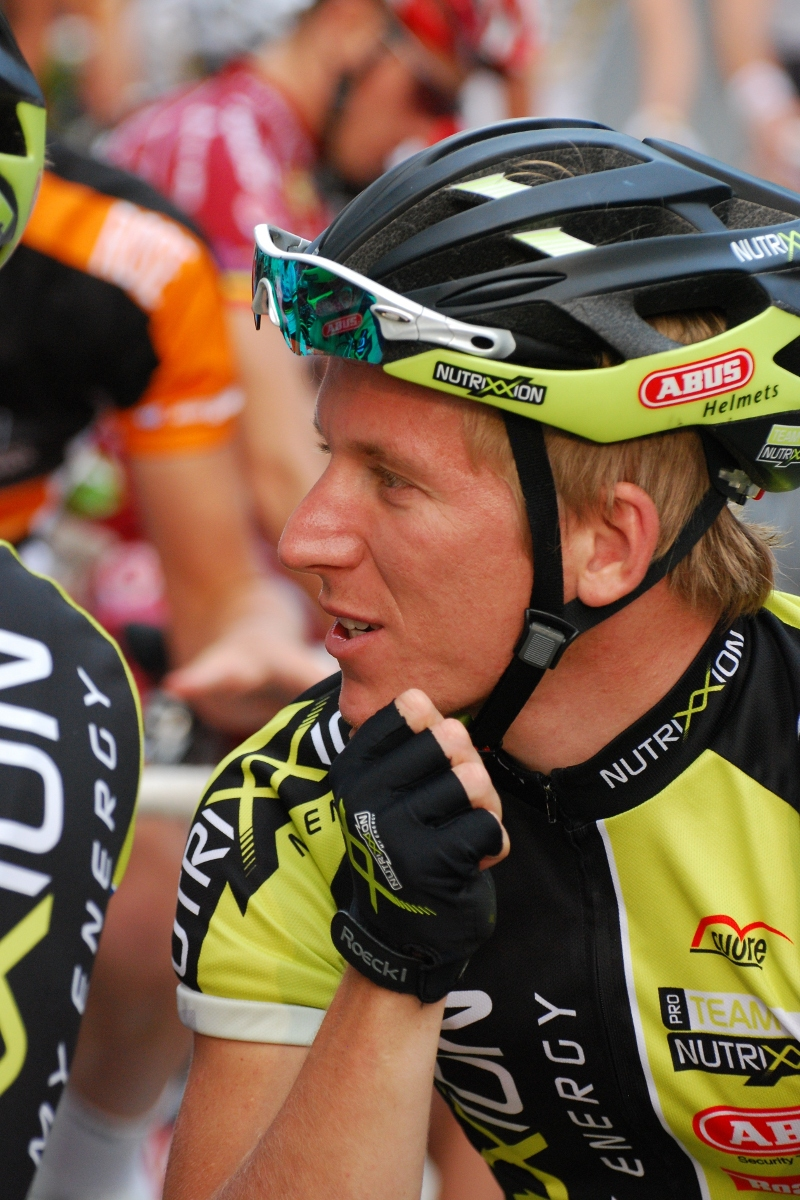
Michael Schweizer im Starterfeld der Tour de Neuss am 28. Juli 2010

Michael Schweizer (* 16. Dezember 1983 in Aachen) ist ein ehemaliger deutscher Bahn- und Straßenradrennfahrer.

## Sportliche Laufbahn
Michael Schweizer begann seine Karriere 2003 bei dem deutschen Radsportteam Vermarc Sportswear und fuhr bis zum Ende seiner sportlichen Laufbahn für verschiedene internationale Mannschaften. 2008 gewann er gemeinsam mit seinem Bruder Christoph Schweizer auf der Bahn den UIV Cup in Stuttgart. Zu seinen größten internationalen Erfolgen auf der Straße gehörten die Etappensiege bei den UCI-Rennen Five Rings of Moscow 2012 und Course de la Solidarité Olympique 2013.
Michael Schweizer, von Beruf Beamter und bis Ende 2015 beurlaubt, beendete daraufhin zum Jahresende 2015 seine sportliche Laufbahn, um zum Januar 2016 eine Tätigkeit bei der Städteregion Aachen aufzunehmen. Bei seinem letzten Rennen im internationalen Radsport gewann er im Sprint die vorletzte Etappe der Tour of Al Zubarah.

## Erfolge
2008

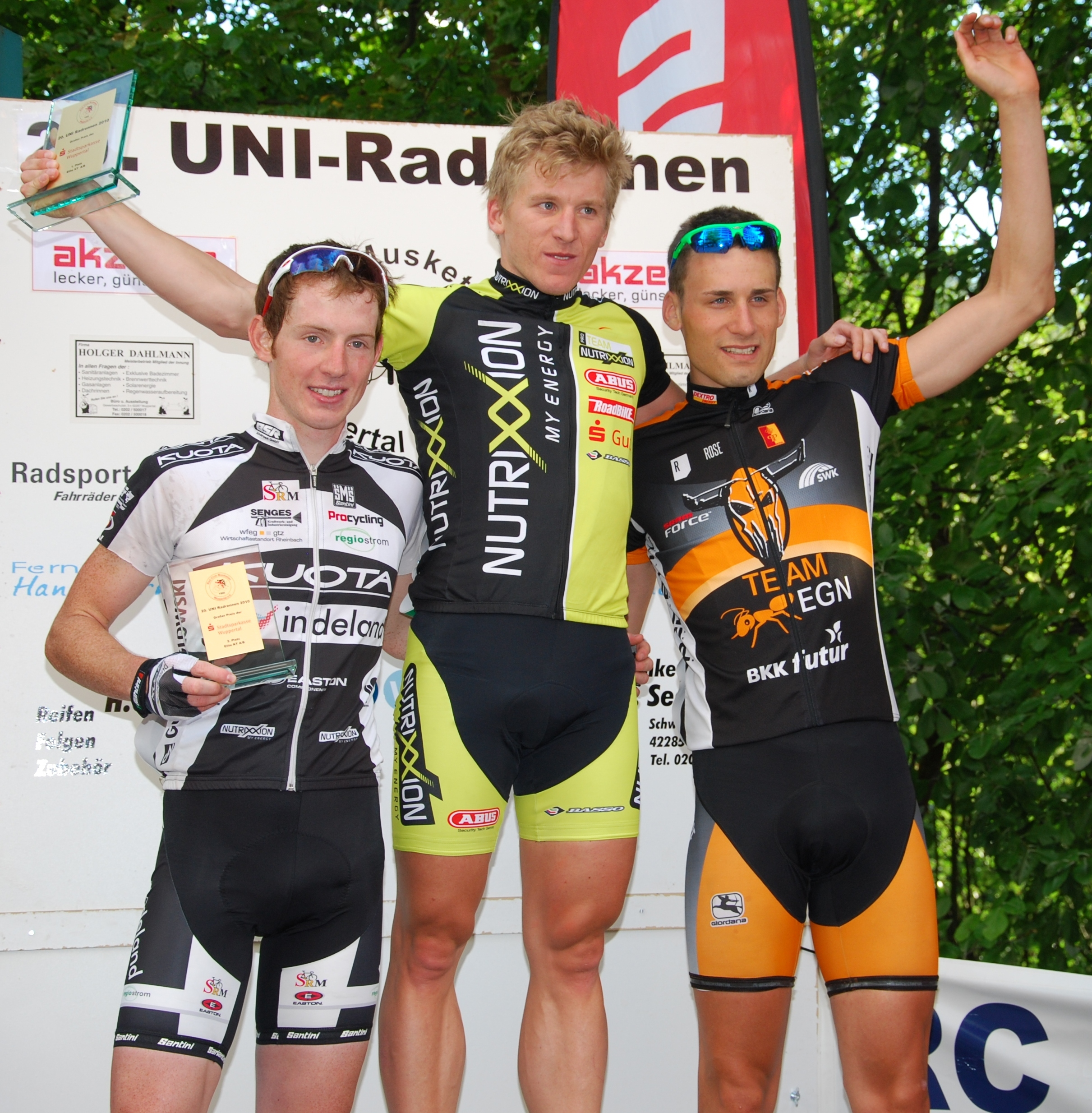
Siegerehrung des Eliterennens: Michael Schweizer auf dem ersten Platz beim Uni-Radrennen in Wuppertal am 24. Juli 2010

- UIV Cup – Sechstagerennen Stuttgart (mit Christoph Schweizer)

2012
- eine Etappe Five Rings of Moscow
- Rund um Düren

2013
- eine Etappe Course de la Solidarité Olympique

2015
- eine Etappe Tour of Al Zubarah

## Teams
- 2003 Vermarc Sportswear
- 2004 ComNet-Senges
- 2005 ComNet-Senges
- 2010 Team Nutrixxion Sparkasse
- 2011 Nutrixxion Sparkasse
- 2012 Nutrixxion Abus
- 2013 Team NSP-Ghost
- 2014 Synergy Baku Cycling Project
- 2015 African Wildlife Safaris Cycling Team